# Pinarello
Cicli Pinarello S.p.A. je italijanski proizvajalec koles s sedežem v Trevisu v Italiji. Ustanovljeno je bilo leta 1952 in večinoma izdeluje cestna kolesa. Podjetje izdeluje tudi kolesa pod blagovno znamko "Opera" in ima lastno blagovno znamko - "MOST".

## Zgodovina
Giovanni Pinarello se je rodil leta 1922 v mestecu Catena di Villorba v Italiji. Bil je osmi od dvanajstih bratov. Ko je bil star 15 let, je začel izdelovati kolesa v tovarni Paglianti. Pinarello je umrl 4. septembra 2014.

### Zgodovina koles
Pinarello Montello SLX je bil prelomni model za Pinarello, saj je bil to okvir, s katerim je Pinarello dosegel svoje prve velike zmage. Ta model okvirja je bil eden od najbolj odzivnih od sredine do konca osemdesetih let, kar so pokazale zmage na prireditvah, kot so cestna dirka na poletnih olimpijskih igrah leta 1984, dirka po Španiji, Giro d'Italia in etape na dirki po Franciji. "Montello" je imel zavorni kabel skozi zgornjo cev, prednje vilice iz kroma in krom na bočni strani verige; poznejši modeli so imeli iz kroma celoten zadnji trikotnik. 
Pinarello Treviso je bil drugič v liniji v okviru "Montello SLX" od sredine do poznih osemdesetih let, sestavljen s "Columbus SL" cevmi, s kromiranimi verižnimi pregradami. Na cesti se zlahka loči od modela "Montello", vendar pa nekateri starejši modeli "Trevisa" (1981) niso imeli kromirane verige.
Po modelu "Montello SLX" je Pinarello odstopil od svoje standardne proizvodne zasnove, z vzporednimi koti sedeža in glave. Zasnovali so model "Gavia". To je zagotovilo večji sedež kot pri modelu "Montello". Greg LeMond, zmagovalec dirke po Franciji v letih 1986, 1989 in 1990, je spodbujal modele, ki so potisnili sedež nazaj. Gavia je bila zgrajena iz cevi "Columbus TSX". Ta model je bil na voljo v rdeči, modri barvi z biserno belimi ploščami in biserno belo ter fluorescentno razpršeno barvo.
Pinarello Paris je sredi devetdesetih let prejšnjega stoletja izdelal aluminijasto kolo serije 7005 z aluminijastimi vilicami, ki so jih kasneje zamenjali z ogljikovimi vlakni. Na tej lestvici so Jan Ullrich in Bjarne Riis zmagali na dirki po Franciji. Pinarello Paris FP je dobitnik nagrade "Editor's Choice" za leto 2007 za kolesarska dirkalna kolesa pri reviji "Bicycling Magazine". Leta 2009 je FP6 nadomestil pariški okvirni program. Okvir ogrodja uporablja isti kalup kot pariški "FP", vendar z različnimi ogljikovimi vlakni (30HM3K). Pinarello je počasi začel opuščati ogljikova vlakna in se raje osredotočil na visoko cenjeno magnezijevo tehnologijo, kot je prikazana v seriji koles Dogma. Toda privlačnost in zagon ogljika je neizogiben, in čeprav ni razsodil Dogme na vrhu Pinarellove linije, je očitno resen in smiseln poskus uporabe lastnosti materiala za najboljšo prednost z enodelno glavno konstrukcijo okvirja za izkoriščanje togosti ogljika in majhne teže.

### Sodobni cestni modeli
Pinarello FP Uno je bil sedanji osnovni model kolesa, ki se je razvil od svojega predhodnika FP1. FP Uno je opremljen z asimetrično aluminijasto cevjo 6061 T6. Naslednji model je Pinarello FP Due. Tako kot FP Uno, je ta plod dela predhodnika FP2. Okvir je izdelan iz ogljikovih vlaken "24HM12K". Pinarello FP Quattro, je zgrajen iz ogljikovih vlaken "30HM12K" in vsebuje ogljikove asimetrične oblike z ogljikovimi vilicami "Onda". "Quattro" uporablja tudi nov notranji sistem vodenja kablov "iCR", ki so ga razvili pri Pinarellu.
Pinarello Neor je zamenjal "FP Uno", kot osnovni cestni kolesarski model, ki ima isti aluminijasti okvir kot "FP Uno". Zdaj pa se ponaša z zadnjim trikotnikom iz ogljikovih vlaken, kot tudi z ogljikovimi sprednjimi vilicami "ONDA". 
Celotno ogrodje kolesa Pinarello Rahza je sestavljeno iz karbonskih vlaken "24HM12K", z asimetričnim ogrodjem, ki izboljšuje togost okvirja. Okvir ima tudi "ONDA" vilice, kot tudi spodnji nosilec "BB30". Pinarello Marvel je povsem nov asimetričen okvir, ki izvira iz modela Pinarello Paris. Izdelan iz ogljika "30HM12K". Pinarello pravi, da je "Marvel" kolo na najvišji ravni in da ga je mednarodna kolesarska zveza UCI že odobrila za uporabo na uradnih tekmovanjih. "Marvel" prav tako v celoti uporablja sistem "Think2", ki omogoča uporabo elektronskih in mehanskih skupin. Med novimi novostmi, so tudi nove sprednje vilice "ONDA2V" in nova aerodinamična pregrada. 
S serijo Gan iz leta 2016, je Pinarello posodobil svojo linijo izdelkov. Vsi modeli serije Gan uporabljajo oblikovalske in oblikovne napotke iz Dogme F8. Vstopni nivo Gan izhaja neposredno iz oblikovalskih prizadevanj Dogme F8, medtem ko ima manj „ekstremen“ slog, ki pomaga pri udobju vožnje. Gan Disk varianta, vsebuje enake lastnosti kot Gan. Vključuje tudi disk zavore, oba modela pa sta izdelana iz ogljikovih vlaken "T600". Gan S je opremljen z ogrodjem iz karbonskih vlaken "T700", hkrati pa ohranja oblikovne značilnosti, podobne F8. Na vrhu razreda je Gan RS, ki ima višjo trdnost "T900 Toray". 
Serija Dogma je bila prva od trenutnih vrhunskih koles, ki jih je izdelalo podjetje Pinarello. Je naslednik "palete" Pinarello Prince in je bil izdan za prodajo javnosti leta 2010. Okviri se osredotočajo na povsem asimetrično zasnovo, ki je v celoti izdelana iz ogljikovih vlaken "60HM1K", desna stran ogrodja Dogme pa je drugačne oblike od leve strani, kar zagotavlja večjo togost proti silam, ki delujejo na okvir med vrtenjem pedalov.
Leta 2011 je Pinarello razkril model Dogma 2 na dirki po Franciji. Dogma 2 je vsebovala aerodinamične izboljšave, ki so povečale učinkovitost ogrodja. Tisti leto je Bradley Wiggins z modelom Dogma 2 zmagal na dirki po Franciji. Leta 2012 je Martyn Ashton, tekmovalec v preizkušanju gorskih koles, posnel video, v katerem je izvedel več trikov in akrobacij na Dogmi 2. Videoposnetek z naslovom "Road Bike Party" je postal "virusen", saj je v enem dnevu dobil več kot pol milijona ogledov. Trenutno ima več kot osem milijonov ogledov na "YouTubu".
Pinarello Dogma K ima geometrijo Pinarella 'Century Ride', ki ga oblikuje okvir, ki zagotavlja večje udobje brez ogrožanja celotne zmogljivosti. Kot pri drugih sodobnih Pinarello kolesih, okvir vključuje asimetrično zasnovo, ki kompenzira asimetrične sile, ki nastanejo med vrtenjem pedalov. Dogma K in Dogma, se med seboj razlikujeta v kotu cevke sedeža, s tem se poveča absorpcija udarcev pa tudi nekoliko daljša je veriga, da se poveča udobje. Poleg tega daljša medosna razdalja omogoča, da je okvir, ki je manj navpičen, izboljša absorpcijo udarcev. Pinarello ROKH je okvir, ki je bil narejen v prizadevanju, da bi ponudil odlično izvedbo "DOGMA K" širši skupini kolesarjev. Geometrija "ROKH" je podobna po obliki in konstrukciji, vendar s še daljšo osnovo kolesnic, ki omogočajo še večjo vertikalno skladnost kot Dogma K. Dogma K Hydro pa odseva novo različico modela, ki jo vidimo z Dogmo 65.1, pri čemer so bile dodane hidravlične disk zavore. Hydro je opremljen z novimi vilicami "ONDA HD" (hidravlični disk), kot tudi z novimi verižnimi nosilci, ki omogočajo zavorni sistem "RAD", ki ga vidimo na DOGMA XC in Dogma 65.1 Hydro. 
Maja 2014 je Pinarello za leto 2015 razkril model "Dogma F8". Ime, ki izhaja iz tega modela Dogme, je osma generacija. Novo kolo je bilo razvito v sodelovanju s sponzorjem podjetja "Sky" in proizvajalcem avtomobilov Jaguar in je dobilo oblikovne napotke (kot je oblika sprednjih vilic) iz kolesa "Bolide". Raziskovalni napredek je privedel do zahtevanih aerodinamičnih dosežkov. 
Januarja 2017 je podjetje razkrilo svoje novo vodilno kolo Dogma F10. Za razliko od prejšnjih let, ko je Pinarello z dirko po Italiji naznanil čas prihoda novega izdelka, je bil F10 odkrit pred začetkom sezone 2017. F10 ima tudi 12,6% uveljavljeno aerodinamično prednost pred "F8", deloma pa iz 'konkavnih' nazaj oblikovanih zračnih kril. F10 ima tudi številne aerodinamične naprave, ki so bile vzete iz drugih modelov, prej omenjeni "Bolide", kot tudi urni zapisnik Bradleya Wigginsa. Samo nekaj ur po sprostitvi je tajvanski proizvajalec koles - Velocite, trdil, da novi "F10" in druga različica "Bolidea" kršita njegove patente. V letu 2017 na dirki po Italiji so številni kolesarji ekipe "Sky" testirali "Dogma F10 X-Light", lahkotno različico "F10". Pinarello trdi, da nebarvan "X-Light" tehta 760 g za okvir velikosti 53 cm. V sredini julija je podjetje objavilo, da bo disk Dogma "F10" proizveden za prodajo. Dan kasneje je podjetje razkrilo model "Dogma K10", ki je vzelo aerodinamične in vizualne napotke od modela "F10" in elektronsko nadzorovane različice vzmetenja "Dogma K10S Disk". 
Maja 2019 je družba razkrila naslednika Dogme F10, Dogmo F12.